# Andray Blatche
Andray Maurice Blatche (ur. 22 sierpnia 1986 w Syracuse) – amerykański koszykarz, występujący na pozycjach skrzydłowego oraz środkowego, posiadający także filipińskie obywatelstwo, reprezentant tego kraju, aktualnie zawodnik Tianjin Gold Lions.
19 grudnia 2018 został zawodnikiem chińskiego Tianjin Gold Lions.

## Osiągnięcia
Stan na 20 grudnia 2018, na podstawie, o ile nie zaznaczono inaczej.
Drużynowe
- Mistrz Chin (2017)

Indywidualne
- Uczestnik meczu gwiazd chińskiej ligi CBA (2015, 2017)
- Zaliczony do II składu najlepszych zawodników letniej ligi NBA (2006)

Reprezentacja
- Wicemistrz Azji (2015)
- Uczestnik mistrzostw świata (2014 – 21. miejsce)
- Lider mistrzostw świata w zbiórkach (2014)